# Zozulînți, Hmilnîk
Zozulînți (în ucraineană Зозулинці) este un sat în comuna Pustoviitî din raionul Hmilnîk, regiunea Vinnița, Ucraina.

## Demografie
Componența lingvistică a localității Zozulînți
     Ucraineană (99,36%)
     Alte limbi (0,64%)
Conform recensământului din 2001, majoritatea populației localității Zozulînți era vorbitoare de ucraineană (99,36%), existând în minoritate și vorbitori de alte limbi.